# Ou Yushan
Ou Yushan, född 13 januari 2004 i Guangxi, är en kinesisk gymnast.

## Karriär
Ou började med gymnastik vid sju års ålder. 2019 blev hon utnämnd till Elite Athlete of National Class. Hon representerade Kina vid sommar-OS 2020. Vid sommaruniversiaden 2021 tog hon fyra guld,